# Ománské národní muzeum
Ománské národní muzeum je národní muzeum Ománu, nacházející se ve městě Ruwi. Otevřeno bylo v roce 1978. Obsahuje několik sekcí. V hlavní síni se nachází množství exponátů, například měděné nástroje, náramky, prsteny, přívěsky a věci ze života Ománců. Následující sekce je vyhrazena pro vystavení osobního majetku Saída bin Sultána, skládající se z různých stříbrných předmětů (např. přívěsků). V další části je možné zhlédnout exempláře historických ománských lodí a listin. 